# Убийство Михаила Герценштейна
Михаил Яковлевич Герценштейн — российский политический и общественный деятель, учёный-экономист, публицист, член I Государственной Думы, был убит 18 (31) июля 1906 на берегу Финского залива в Териоках (Выборгская губерния, в 60 км от Петербурга, ныне город Зеленогорск в составе Курортного района Петербурга).

## Предыстория
В 1905 году Герценштейн был избран гласным московского губернского земского собрания. В городской думе Герценштейн сразу занял видное положение, став председателем финансовой и жилищной комиссий. Он вошёл также в состав особой «исполнительной комиссии», образованной городской думой, и в её составе вёл переговоры с рабочими во время их конфликта с городским самоуправлением. При выборах городского головы в конце 1905 года намечалась и кандидатура Герценштейна, но он от неё решительно уклонился.
Герценштейн участвовал в съездах городских и земских деятелей с самого их возникновения. Он выступал также в частных собраниях, устраивавшихся в 1905 году в Москве, с докладами по аграрному вопросу, защищая от возражений справа и слева принципы, которые впоследствии легли в основу программы конституционно-демократической партии. В своей партии он был председателем аграрной комиссии, участвуя во всех совещаниях, затрагивавших аграрные вопросы. На выборах в первую государственную думу кадеты выдвинули его в числе 4 кандидатов по округу г. Москвы. По итогам голосования выборщиков М. Я. Герценштейн и М. Ф. Савельев получили по 163 голоса из 169, Ф. Ф. Кокошкин — 165 и С. А. Муромцев — 166 голосов. В досье Герценштейна легла полицейская справка: «В настоящее время… выбран членом от Москвы в Гос. Думу, причем кандидатура его, как выдающегося финансиста, с точки зрения партийных интересов представлялась даже более желательною, чем кандидатура одного из первостепенных организаторов и руководителей к.-д. партии — князя Павла Долгорукого».
Близкий к правительству и лично Столыпину автор книги «Правда о кадетах» И. Я. Гурлянд (псевдоним Н. П. Васильев) в 1907 году, уже после гибели Герценштейна, так комментировал кадровый выбор кадетов по аграрному вопросу:

Ни покойный Герценштейн, ни благополучно здравствующий господин Кутлер никогда не имели ни малейшего основания считать себя голосом русской земли по крестьянскому делу. Они типичные горожане, один — банковский чиновник, другой — бюрократ. Но вот потребовался голос земли — пожалуйте, готово!
В думе Герценштейн стал председателем первой (главной) подкомиссии аграрной комиссии, и членом финансовой и бюджетной комиссий, а также комиссии об ассигновании средств на продовольственную помощь населению. Отражая и позицию кадетов, и своё личное убеждение по аграрному вопросу, в Думе Герценштейн призывал к принудительному изъятию земельной собственности у частных владельцев. Правительство объявило этот вариант решения земельной проблемы неприемлемым, и 18 (31) мая 1906 года Герценштейн огласил с думской трибуны свои возражения. В заключение своей первой речи в Думе он остановился на проблеме, затронутой предшествующим оратором, профессором Л. А. Петражицким — речь шла об опасениях за будущее культуры в случае превращения России в страну исключительно крестьянского хозяйства.
На следующий день, 19 мая (1 июня) кадеты и другие его единомышленники в думе, в том числе представители крестьян, попросили Герценштейна дать ответ главноуправляющему землеустройством и земледелием А. С. Стишинскому и товарищу министра внутренних дел В. И. Гурко. Эта его речь носила более яркий полемический характер, чем первая:

Принудительное отчуждение вводится в интересах государственной пользы, а это предусмотрено нашими основными законами. Чего же вы теперь ожидаете? Вы хотите, чтобы зарево охватило целый ряд губерний?! Мало вам разве опыта майских иллюминаций прошлого года, когда в Саратовской губернии чуть ли не в один день погибло 150 усадеб?!
Это выступление Герценштейна 19 мая (1 июня) 1906, когда он «предостерегал правительство от стихийного бунта, к которому могло привести катастрофическое состояние крестьянства», немедленно вызвало бурю гнева уже в зале заседаний Думы. По воспоминаниям В. Г. Короленко, «трудно представить себе ту бурю гнева, какая разразилась при этих словах на правых скамьях. Слышался буквально какой-то рёв. Над головами подымались сжатые кулаки, прорывались ругательства, к оратору кидались с угрозами…». В заседании 23 мая (5 июня) Герценштейн продолжил полемику с Гурко и Стишинским.
Черносотенцы интерпретировали слова об «иллюминациях» как злорадство по поводу нападений крестьян на дворянские усадьбы и как подстрекательство к продолжению таких действий. Именно после этой речи Герценштейн начал получать письма с угрозами расправы. Единственная мера предосторожности, которую он в связи с этим предпринял — застраховал свою жизнь на 50 тыс. рублей в страховом обществе «Нью-Йорк».
Несмотря на претензии правых к городскому происхождению Герценштейна и антисемитские нападки, крестьяне хорошо осознавали, чьи интересы он защищает в земельном вопросе. Герценштейн, по выражению Короленко, стоял «в центре разработки и защиты кадетского проекта». В частности, в Думе после выступления правых депутатов крестьяне скандировали «Герценштейн! Герценштейн!» А после убийства один из местных жителей возле Троице-Сергиевой Лавры сказал:

Знали, подлецы, кого убивали. Даром, что родом был еврей, а о православном народе вот как старался— 
 По утверждению Короленко, такие отзывы были не единичными.
Между 15 и 20 июня (в конце июня — начале июля н. ст.) Николай II в присутствии В. Н. Коковцова рассмотрел представленный оппозицией список нового кабинета министров. На пост председателя совета министров предлагался С. А. Муромцев, на пост министра финансов — Герценштейн. Эти предложения царь отверг.
В ночь на 9 (22) июля 1906 года стало известно о роспуске Думы. В 6 часов утра указ был расклеен по Петербургу, в том числе на воротах Таврического дворца, которые были закрыты на замок.
Было воскресенье, и многие депутаты находились на дачах, расположенных на северном побережье Финского залива, вдоль железной дороги Петербург — Выборг. Станция Белоостров была пограничной, и за р. Сестрой начиналась Выборгская губерния — её в 1811 году Александр I передал Великому княжеству Финляндскому. В 17 км от Белоострова и в 89 км от Выборга находятся Териоки — крупнейший из ближайших к русской границе населённых пунктов, превратившихся к концу XIX века в курорты. Полоса между пляжем и железной дорогой застраивалась, в основном, небольшими деревянными домами, комнаты в которых местные жители сдавали петербуржцам на лето. В 1908 году в Териоках насчитывалось 1400 дач и около полутора десятков небольших гостиниц. Область между Куоккалой и Выборгом превратилась в ареал полуконспиративной и нелегальной деятельности многих партий, противостоявших самодержавию в 1905—1917 годах: «финляндская автономия жила по особым законам, и русская полиция не имела возможности производить здесь аресты по своему усмотрению». По воспоминаниям П. Н. Милюкова, относящимся к 1906 году:

На летнее время я с семьёй поселился на даче возле Териок, за границей Белоострова. Там же поблизости поселился член Первой Думы Герасимов. Выбор места был сделан с умыслом. Собраться в Петербурге членам партии было невозможно; местом наших политических сборищ, более или менее конспиративных, сделалась с этих пор Финляндия. Собрать полный съезд также было нельзя; мы собрали в Териоках партийное совещание, на которое членам полагалось приезжать и приходить поодиночке.— 

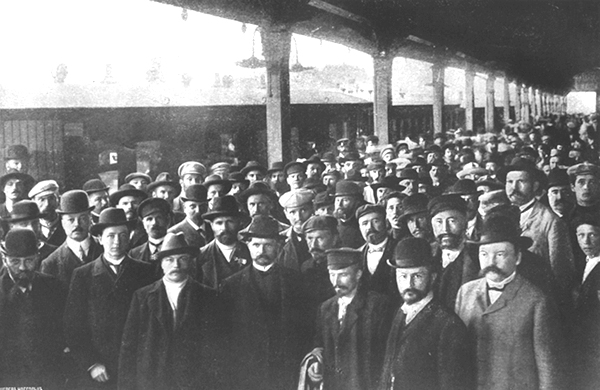
Депутаты Думы на Выборгском вокзале

Герценштейн с семьёй также обосновался летом 1906 года в Териоках. Депутаты, остававшиеся в день закрытия Думы в Петербурге, прочтя расклеенный на улицах указ о её роспуске, «тотчас же торопливо уходили». По воспоминаниям Коковцова, «среди дня замечался усиленный отъезд членов Думы по Финляндской железной дороге», а к вечеру стало известно, что члены разогнанной Думы решили собраться в Выборге. Всего собралось 220 депутатов. С. А. Муромцев открыл заседание фразой: «заседание Государственной Думы возобновляется».
Текст коллективно составленного обращения «От Думы к народу» призывал, в том числе, к пассивному сопротивлению властям до созыва новой Думы: не давать рекрутов, не платить податей и не платить по займам, которые заключило правительство без согласия Думы. В ходе дискуссии Герценштейн возражал против таких призывов к гражданскому неповиновению. Однако по окончании обсуждения документа, на следующий день, 10 (23) июля 1906 года, он солидаризировался с большинством. Поставив в числе 180 депутатов свою подпись под воззванием (датировали его предыдущим днём), он вернулся в Териоки, где два дня спустя, 12 (25) июля, кадеты и трудовики начали на даче «Новый Курорт» межпартийное совещание.
Териокское совещание трудовиков и кадетов 12—13 (25—26) июля 1906 года рассматривало варианты дальнейших их совместных действий. В частности, предлагалось создать Исполнительный комитет ликвидированной Думы. Согласовать позиции сторонам не удалось, и совещание завершилось окончательным размежеванием обеих партий. На фотографиях, сделанных в перерывах между заседаниями, рядом с депутатами — газеты, публикующие и обсуждающие «Выборгское воззвание». Через несколько дней царское правительство ответило на него репрессивными мерами: 16 (29) июля против всех подписавших этот документ было возбуждено дело.
Герценштейн продолжал встречаться с товарищами по партии, и через несколько дней выехал в Петербург. Первую половину дня своей смерти он проводит у своего однопартийца В. Д. Набокова, после чего вернулся в Териоки шестичасовым вечерним поездом.

## День убийства

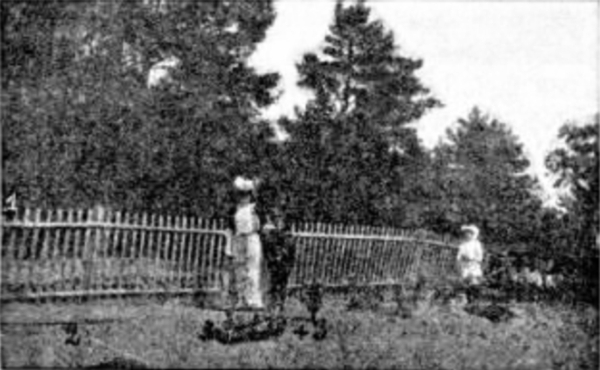
Место убийства на берегу Финского залива в Териоках

Вернувшись в Териоки, около 20 часов вечера Герценштейн вместе с семьёй вышел с дачи в сторону Финского залива, чтобы прогуляться вдоль берега. От пика белых ночей конец июля отделяет немногим более месяца, и в это время суток солнце стоит достаточно высоко, освещая пляж со стороны Выборга. Впереди Герценштейна шла его жена Анна Васильевна, сам он шёл позади рядом с 17-летней дочерью Анной. Услышав, что их кто-то нагоняет, дочь обернулась и шагах в 15 от себя увидела мужчину. Сделав ещё шагов 5, он остановился и вскинул револьвер. Раздалось два выстрела. Герценштейн упал. Убийца, прикрывая лицо левой рукой, немного отбежал, и быстро перелез через забор, отгораживавший пляж, после чего скрылся в прибрежном лесу. По рассказу Ларичкина, около Герценштейна «стояли две женщины, которых я видел до этого вместе с Герценштейном. Та, что моложе, сжимала руки, говоря, что ранена, та, что постарше, рыдала:
 — За что его убили? — восклицала она, — он никогда не сделал никому ничего плохого!».
На выстрелы и крики подошли люди. Тело убитого отнесли в близлежащую гостиницу и вызвали полицию. Жена Герценштейна вспомнила, что за некоторое время до этого она заметила некоего подозрительного субъекта в дымчатых очках, который, как ей показалось, следит за супругом. Её это взволновало настолько (а незадолго до убийства Герценштейн получил письмо с угрозами от «Общества активной борьбы с революцией»), что она даже привлекла внимание прохожих к постоянно следующему за ними человеку.

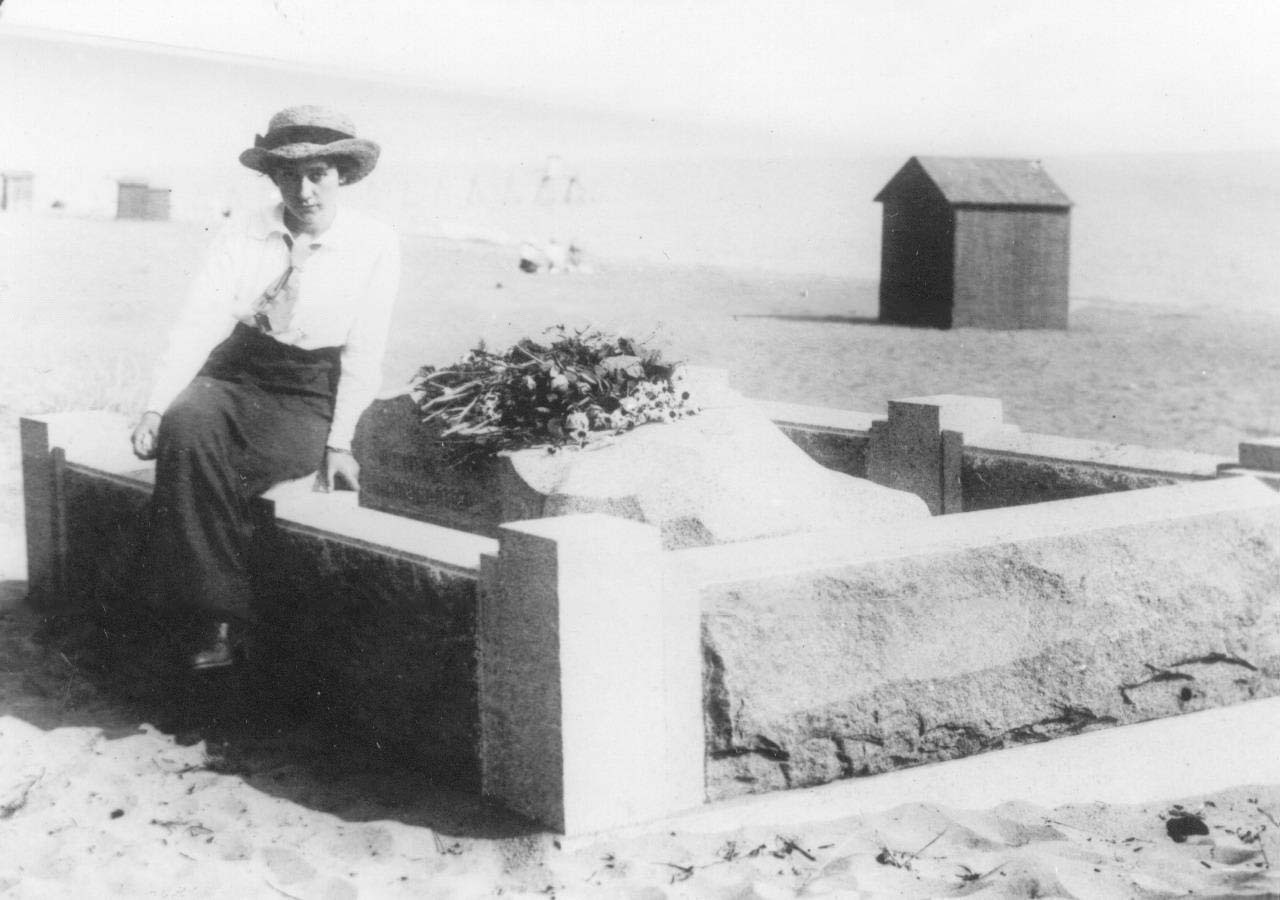
Старшая дочь Герценштейна Анна у памятного знака на месте гибели своего отца

Некоторые источники местом проживания семьи Герценштейна в Териоках называют «гостиницу „Бельведер“». Две фотографии, сделанные, по записи в ЦГАФФКД, «у дома, где жил М. Я. Герценштейн», показывают вход в заведение Эсы Мустонена (фин. Esa Mustonen). Другой ряд фотографий, атрибутируемых ЦГАФФКД той же дислокацией демонстрирует типичный деревянный дом с минимумом удобств, сдаваемый на лето одной или нескольким семьям. Финский историк Э.Кесонен пишет, что убийство произошло на береговой аллее близ гостиницы «Ривьера»; туда же принесли с пляжа труп. На картах начала XX века в районе Ривьеры обозначена, как крупная, гостиница «Belle Vue».
Финская полиция предприняла обычные при таких происшествиях меры и установила наблюдение за вокзалом. Поздним вечером из домика капитана финской станционной жандармерии Т. А. Запольского к платформе проследовала группа подозрительных людей. Сев в вагон, они уехали в сторону Петербурга на поезде в 23:15. Едва дождавшись русской границы, в Белоострове они сошли с поезда и отправились пить водку и пиво.
Ни следователи, ни сам убитый и его семья не знали в этот день, что за час до убийства, в 7 часов вечера в Москве вышел номер черносотенной газеты «Маяк». На первой полосе крупный анонс: «Герценштейн убит», а на четвёртой — статья «Слух о смерти Герценштейна».

## Похороны

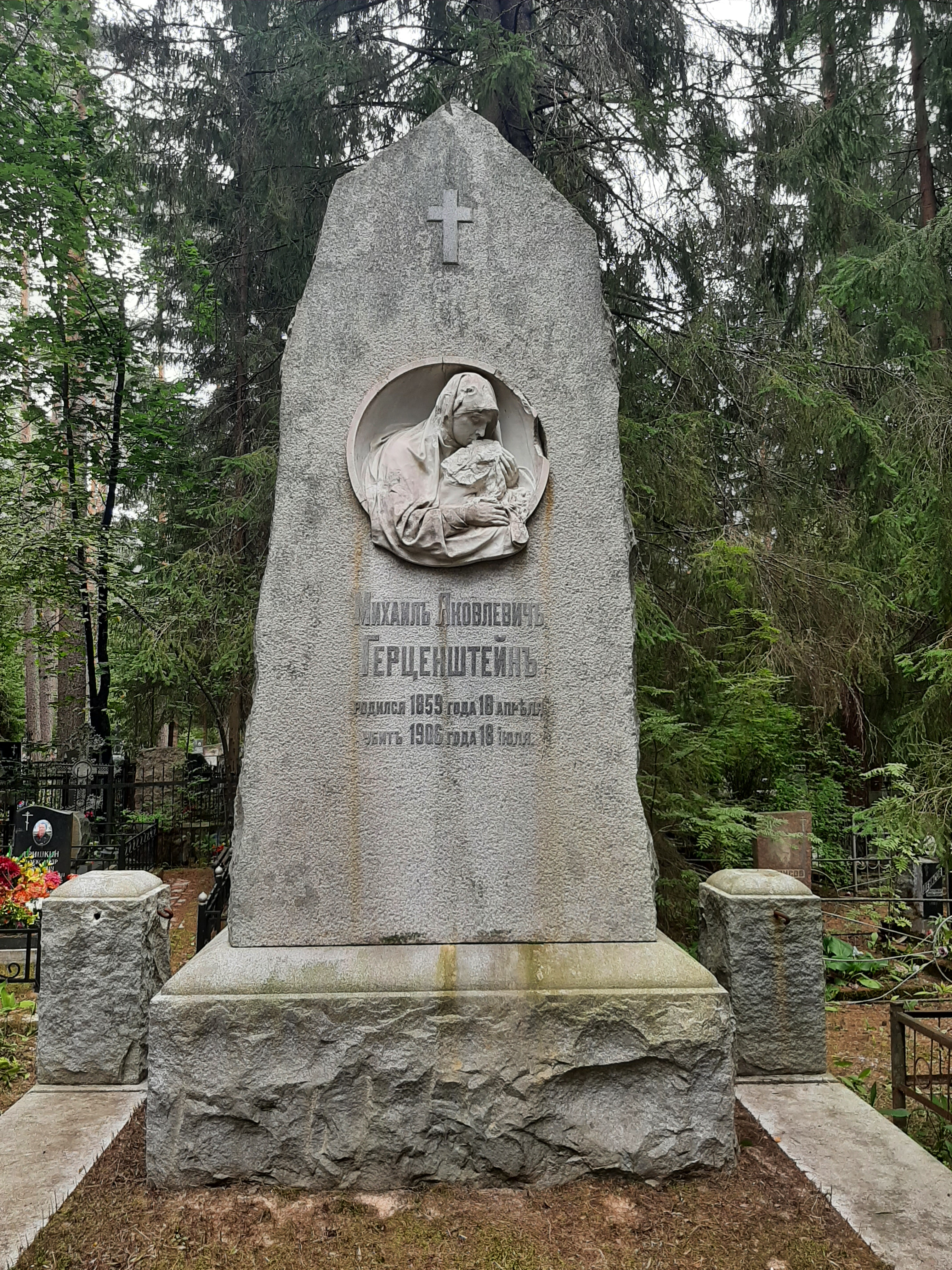
Памятник на могиле М. Я. Герценштейна на Зеленогорском кладбище

Первоначально семья Герценштейна полагала похоронить его в Москве — городе, где он до избрания в Думу жил, преподавал. Его товарищи по работе в земских органах Москвы, и ещё несколько месяцев назад хотевшие выдвинуть Герценштейна городским головой, уже сделали все необходимые к этому приготовления. «Русское Слово» уже оповестило, что «тело М. Я. Герценштейна прибудет в Москву на Николаевский вокзал 23-го июля, в 8 ч. 50 м утра». Градоначальник сказал организаторам похорон, В. В. Пржевальскому и И. М. Чупрову, что «предоставляет их усмотрению весь внутренний распорядок шествия, но наружный порядок возлагается всецело на полицию». Однако петербургские власти опасались беспорядков, которые могли возникнуть с прибытием похоронной процессии. Буквально напротив Териок, через залив, в эти же дни начался Кронштадтский мятеж 1906 года, а в Петербурге, следом, забастовка. Власти фактически воспрепятствовали воле семьи, и вдова и однопартийцы Герценштейна принуждены были согласиться захоронить его тело в самих Териоках.
На похороны собралось несколько тысяч человек (Кяхенен приводит оценки в 15-20 тысяч). Все лавки и ремесленные заведения посёлка были закрыты в знак траура. Каждый новый поезд, прибывавший из Петербурга в Териоки, люди встречали пением. Вдоль всего пути следования катафалка в несколько рядов стояли люди с обнажёнными головами, многие плакали.
Позже на Териокском кладбище установили памятник-обелиск, а на месте убийства, на берегу залива — гранитный камень «с надписью, рассказывающей о благородном друге Финляндии».

## Расследование

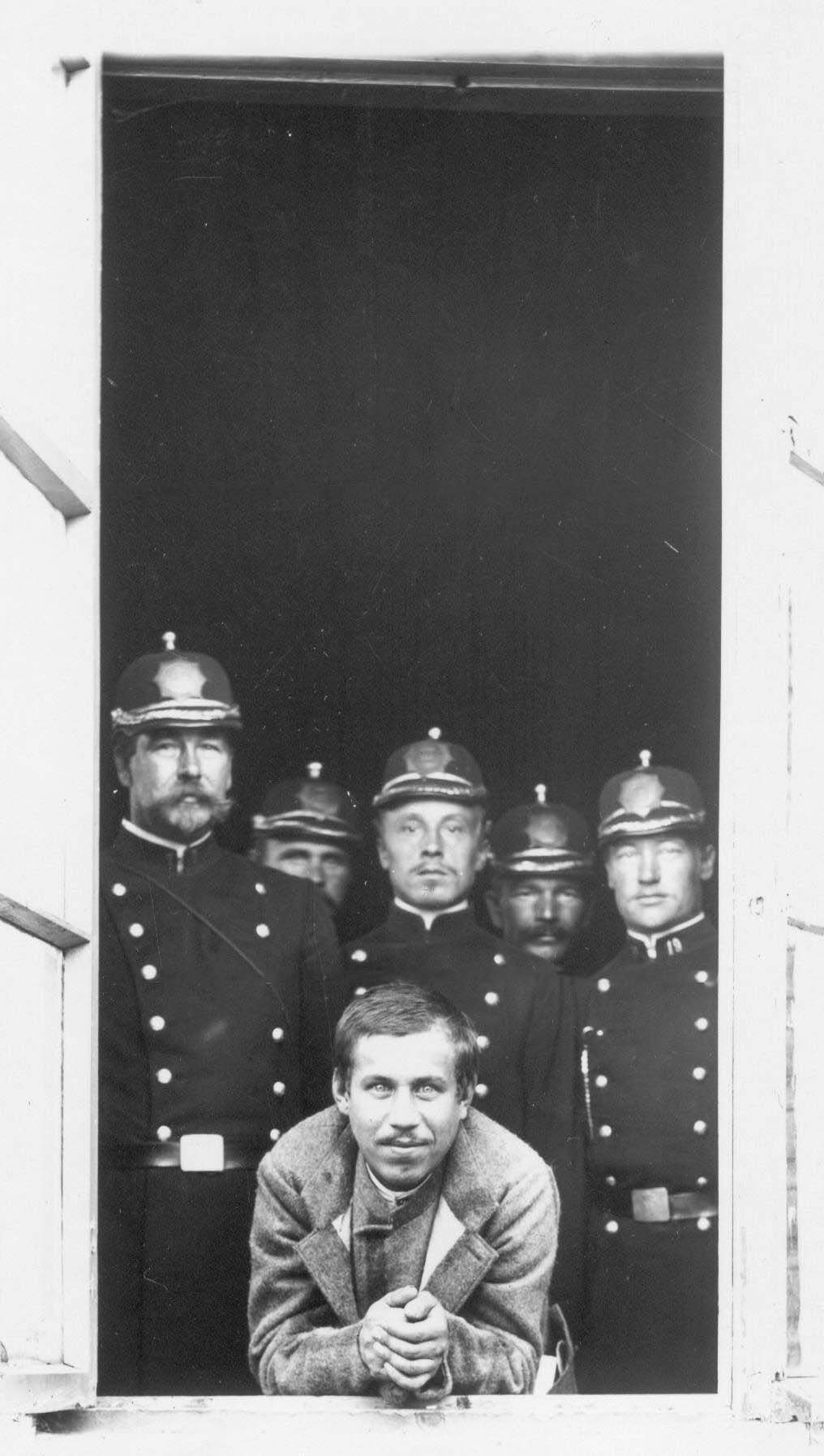
Обвиняемый Егор Ларичкин под охраной в окне здания

Уже наутро после убийства, 19 июля (1 августа) 1906 года финская полиция допросила Тихона Запольского. Выяснилось, что в ночь перед убийством Герценштейна в его доме останавливалось 5 человек, один из них в дымчатых очках, говоривший по-польски и по-немецки. Своё гостеприимство жандарм объяснил тем, что двое из них предъявили корочки агентов охранки якобы за подписью полковника Герасимова. Впоследствии на запрос суда об этом удостоверении начальник Петербургского охранного отделения А. М. Герасимов ответил, что подобных удостоверений с подписью и печатью вообще никому из служащих в охранном отделении не выдавалось. И хотя историки скептически оценивают подлинность этих удостоверений, револьверы и «панцири» (бронежилеты), которыми в прямом смысле слова бряцали боевики в доме Запольского, были настоящими. По его словам, в ответ на требование предъявить ему документы на оружие, Ларичкин ответил, что выдано оно им в полиции Шлиссельбурга. Как неподдельное признал Запольский и рекомендательное письмо за подписью русского соначальника финской жандармерии. После допроса Запольский пытался немедленно выехать в Петербург; это сочли подозрительным, и его на некоторое время арестовали. Позже свои показания Запольский подтвердил под присягой в заседании суда.
Прежде чем удалось установить поимённо, кто ночевал у Запольского, и доказать, что именно они выслеживали и, в конце концов, убили Герценштейна, прошло несколько месяцев. Расследование вёл помощник присяжного поверенного Петербургской судебной палаты Г. Ф. Вебер. По горячим следам удалось зафиксировать немало фактов. Так, служитель териокской гостиницы «Северная» Янович обнаружил в одном из номеров карточку с изображением черепа и двух костей с надписью «Коморра народной расправы». Такие же пришли по почте Герценштейну — одна в день его убийства, другая — 26 июля 1906 года. Другие свидетели сообщали, что за несколько дней до убийства в Териоках видели подозрительных субъектов, следивших за Герценштейном. Они назвали себя революционерами, у них видели оружие и панцири.
Подвижка в расследовании произошла в конце ноября 1906 года. Ниточку к расследованию дали бывшие члены СРН И. А. Лавров, М. И. Зорин и В. Романов. Лавров и Зорин были удалены из боевой дружины СРН, не сдав выданных им револьверов, за незаконное ношение которых они были арестованы во время их первого знакомства с Вебером. Оба приписывали постигшее их наказание проискам Союза Русского Народа. Романов, также будто бы состоял членом той же дружины, но вышел из союза, будучи оскорблен начальником дружины Юскевичем-Красковским. Озлобленные этим, Лавров, Зорин и Романов и дали показания Веберу, который снабдил этих свидетелей деньгами на поездку в Финляндию для дачи показаний и выдал их семьям по 30 рублей.
Сущность показаний заключалась в том, что от соучастников в убийстве Герценштейна они слышали, что это преступление совершили ранее дважды судимый Г. С. Ларичкин, С. Александров — охранник при Главном совете СРН, десятники Путиловского завода А. В. Половнёв и трактирщик Л. А. Тополев, действовавшие по подстрекательству Н. М. Юскевича-Красовского — кандидата в члены Главного Совета Союза русского народа.
По мере поступления новых доказательств финские власти объявляли подозреваемых и свидетелей в розыск, те долгое время скрывались — лишь к 1909 году удалось признать как судебный факт некоторые из существенных деталей. Присутствовавший на суде корреспондент New York Times Герман Бернштейн представил 19 сентября 1909 года читателям своей газеты следующую картину:
По показаниям Ларичкина, в конце июня 1906 года один из соучредителей Союза Русского народа и близкий соратник его главы, доктора Дубровина, кандидат в члены Главного Совета СРН Н. М. Юскевич-Красковский собрал у себя особую группу дружинников во главе с Половнёвым. Ему подчинялись Ларичкин, а также Александров, Беляев и Казанцев. Объявив им, что предстоит «срезать» (что на жаргоне этих уголовников означало «убить») людей, опасных правительству, через неделю Юскевич раздал фотографии Аладьина, Винавера, Герценштейна, Петрункевича и других видных думцев, оставшихся на дачах в Финляндии после разгона Думы. Юскевич проинформировал боевиков об обычных перемещениях намеченных жертв и дал инструкции, как выйти на их адреса. Задание «срезать Герценштейна» выпало на долю Половнёва и Казанцева. Наутро следующего дня в штабе СРН Юскевич выдал Александрову, Беляеву, Рудзику, Пименову и Ларичкину револьверы, приказав немедленно выезжать на место. Вечером группа встретилась в Териоки. «Хотя дело при этой встрече не обсуждалось», подчеркнул Ларичкин, Половнёв пообещал сообщникам: «Скоро мы будем богатенькими и будем кататься на авто».
На следующий день в Териоках Половнёв, по словам Ларичкина, подвёл его к одному дому, и, указав на мужчину, сидевшего «рядом с двумя женщинами и ребёнком» (очевидно, с женой и обеими дочерьми), сказал: это Герценштейн. Приказав наблюдать за ним, а если представится возможность — то застрелить, Половнёв удалился. Ларичкин дождался, пока Герценштейн обернётся, сверил его лицо с фото и приступил к слежке. Вскоре Герценштейн был убит.

## Судебные процессы 1907—1909 годов
По делу об убийстве Герценштейна было осуждено несколько членов Союза Русского народа и их руководителей.
Александров и Тополев предстали перед судом в 1907 году. Вменявшееся Тополеву соучастие доказать не удалось. Празднуя своё освобождение, он в пьяном виде совершил новое правонарушение, после чего вновь оказался за решёткой. Александров же был приговорён к 6 месяцам лишения свободы за недонесение о готовящемся убийстве.
Половнёв был арестован в июне 1908 года. За соучастие в совершённом преступление в октябре 1909 года приговорён к 6 годам лишения свободы.
Юскевич-Красковский был найден в июне 1909 года в Твери, арестован и препровождён на суд в Финляндию. 12 августа 1909 года был препровождён в Финляндию Ларичкин. Оба они также были приговорены к 6 годам лишения свободы как соучастники преступления.
Непосредственный исполнитель убийства Александр Казанцев к тому времени сам был убит революционерами и не мог предстать перед судом.
Высочайшим указом от 30 декабря 1909 года Государь император Николай II помиловал преступников, осуждённых по делу об убийстве Герценштейна, в том числе Половнёва и Юскевича-Красовского. После своего освобождения Ларичкин совершил новое убийство, Мухина, за что в 1911 году вновь предстал перед судом.
Наиболее высокопоставленным функционером Союза русского народа, чью вину в убийстве Герценштейна установил суд, был кандидат в члены Главного Совета Юскевич-Красковский. На суде прозвучала и фамилия главы Союза доктора Дубровина. В показаниях подследственных Юскевич-Красовский выступил лишь как координатор акции, причастный к убийству в той же степени, что и другие, лично не стрелявшие в Герценштейна (суд и определил всем им равную меру ответственности, по 6 лет тюрьмы). Рассказав же суду о своём обращении, уже через голову Юскевича, лично к Дубровину, Ларичкин тем самым дал на него косвенные показания как на верховного организатора преступления, находящегося в курсе всех дел, включая распоряжение денежными средствами.
Глава СРН Дубровин на слушание дела не явился, «укрывшись от финляндского суда на курорте». Градоуправитель Ялты «Думбадзе предоставил Дубровину убежище», в котором «председатель СРН встретил … самый тёплый приём». В докладе одного из членов СРН Главному Совету Союза отмечалось: «Генерал Думбадзе его хорошо оберегает и заявляет, что арестовать их могли бы только вместе». Где находится Дубровин — знал весь мир, комментируя происходящее так:

Но доктор Дубровин, глава организации преступников, наслаждается морскими бризами Крыма, где его прикрывает генерал Думбадзе — на незначительном расстоянии от Ливадии, где сейчас проводит лето царь.

А. В. Герасимов, возглавлявший Охранное отделение в 1905—1909 годах, в мемуарах, впервые опубликованных в 1934 годах на немецком и французском языках, генерал (с 1909 года) рассказал о созданной при СРН особой боевой дружине во главе с Юскевичем-Красковским, и подтвердил, что «именно этой дружиной СРН было организовано в июле 1906 убийство члена Первой Государственной Думы кадета М. Я. Герценштейна». В курсе текущей деятельности Петербургского отдела СРН Герасимова держал внедрённый в эту организацию агент Яковлев.
В числе фамилий, не попавших в поле зрения следствия (убит через 4 месяца после Герценштейна), Герасимов называет В. Ф. фон дер Лауница. На рубеже 1905—1906 годов в биографии этого генерала свиты Его императорского величества сходятся три события: приём Николаем II депутации Союза русского народа, вступление в этот союз и — в должность градоначальника Санкт-Петербурга. На последнем посту этот, по словам Витте, протектор (главный покровитель) «Союза русского народа» — формально, рядовой носитель значка СРН — и принял на себя роль связующего звена между властью и черносотенцами столицы. Он помогал им во всём — от выдачи «липовых» (то есть выписанных в обход закона) документов — например, на право проведения обысков — до передачи денежных сумм из секретных фондов.
Но исполнители замысленного в верхах политического убийства, сетует Герасимов, «были люди тёмные, пьяницы». Не прочь были они и прикарманить чужое. Как только Лауниц стал передавать боевикам СРН сугубо полицейскую функцию — исполнение ордеров на обыск в квартирах,— посыпались жалобы обысканных на «пропажи» вещей. В дело пришлось вмешаться тогдашнему министру внутренних дел, самому Столыпину: по докладу Герасимова он запретил передавать полицейские функции сторонним лицам из Союза русского народа. Но тайного финансирования этот запрет не касался. За организацию убийства Герценштейна Лауниц передал Юскевичу-Красковскому 2000 рублей. По мере движения по цепочке к непосредственным исполнителям эта сумма начинает неуклонно таять.
Отметив убийство распитием пива с водкой в Белоострове, по словам Ларичкина, он с компанией явился в контору Юскевича-Красовского. Через некоторое время туда же подоспел Казанцев, и, «бросив шляпу на шкаф», хвастливо заявил сообщникам: с Герценштейном всё покончено. Но деньги никому в этот день не выдали. На следующее утро Ларичкин пошёл в штаб и бесполезно просидел там несколько часов: никто туда не подошёл. Тогда Ларичкин написал записку с просьбой произвести расчёт и передал её через Беляева лично самому Дубровину. Вскоре Беляев вышел из кабинета Дубровина и ошарашил Ларичкина ответом: «Деньги уже уплачены». К вечеру Половнёв выяснил: «Вместо обещанных нам 1000 рублей выдали 300. Остальные 700 забрал кто-то ещё». И эти 300 рублей предстояло ещё разделить как минимум между Ларичкиным и Половнёвым. Стать «богатенькими и кататься на авто», как мечтал за несколько часов до убийства Половнёв, им не пришлось.
Не приходится удивляться, что после этого Ларичкин был лишён веских мотивов держать язык за зубами. Через других боевиков, с кем делился Ларичкин своим печальным опытом, и кого так же «обидело» или оставило без защиты их начальство в СРН, тайное стало явным. «Союз русского народа, вербовавший зачастую свои кадры среди самых отбросов общества, был постоянно сотрясаем внутренними конфликтами и скандалами и плодил недовольных», — резюмирует эту историю современный исследователь.

## Заказчики и сочувствующие убийству
Убийство Герценштейна, а также другого депутата Думы, Григория Иоллоса историки рассматривают в контексте небывалой по числу жертв и территориального охвата волны антисемитизма. Начавшаяся в 1880-е годы, она буквально захлестнула Россию в царствование Николая II, особенно после Кишинёвского погрома 1903 года. Существенный вклад в это внесли черносотенные организации, среди которых в деле об убийствах Герценштейна и Иоллоса фигурирует созданный в 1905 году А. И. Дубровиным «Союз русского народа». Погром был массовым социальным явлением, — говорит Iain Lauchlan. «Антисемитски настроенные полицейские власти значительно углубили кризисную ситуацию… Неприятная правда здесь в том, что Союз русского народа оказался в очень важном [для власти] смысле именно ‘партией народа’… Эскалация насилия была результатом передачи власти, в этом смысле, этому ‘народу’», — заключает учёный, и сразу же переходит к исследованию убийства Герценштейна в терминах «медового месяца» полиции и черносотенцев. Установленный судом факт соучастия в этом теракте помощника Дубровина и кандидата в члены Главного Совета СРН Юскевича-Красковского, о котором напоминает Lauchlan, перекликается с косвенным признанием ответственности СРН за убийство Герценштейна и Иоллоса, которое сделал в своё время один из лидеров СРН Н. Е. Марков:

К единоличному террору Союз Русского Народа прибегал в редких случаях, да и то лишь в первые годы своей деятельности. Известны убийства иудеев Герценштейна в Финляндии, Иоллоса в Москве и Караваева в Харькове. Как ни редки были эти случаи, на иудеев они произвели в своё время громадное воспитательное впечатление.

Есть и другие указания на то, что организаторами этих политических убийств были черносотенцы.
Черносотенцы продолжали глумиться над Герценштейном и после его убийства. Газета «Московские вести» от 28 сентября (11 октября) 1906 года сообщила:

Черносотенные организации забрасывают думу письмами по поводу предполагаемого увековечивания памяти покойного М. Я. Герценштейна. Письма довольно однообразного содержания. Кончаются они угрозами: если будет поставлен портрет Герценштейна где-либо, — его разорвут, памятник, — его разрушат, стипендию учредят, — выбьют окна в том учреждении, где будет стипендия.

Три дня спустя та же газета дополнила: «Дорогомиловский съезд русской монархической партии постановил выразить негодование гласным думы, затеявшим чествование памяти Еврея Герценштейна».
Обелиск серого гранита, установленный на надгробии Герценштейна, сохранился до наших дней. Памятник осквернён: на круглом барельефе лицо бородатого мужчины, над которым склонилась дама в траурной накидке, сбито. У вершины обелиска выбит крест: М. Я. Герценштейн был крещён в православную христианскую веру.